# مالك فاخرو
مالك عصام فخرو (وُلد في 14 ديسمبر 1997) هو لاعب كرة القدم لبناني-ألماني، يلعب في مركز المهاجم لنادي دويسبورغ الألماني. وُلد في ألمانيا، ويمثل منتخب لبنان لكرة القدم في المنافسات الدولية.

## الحياة المبكرة
غادر والداه لبنان في عام 1985 بسبب الحرب الأهلية اللبنانية المستمرة. نشأ مع ستة أشقاء في منطقة شونبيك بمدينة إيسن في ألمانيا. بعد إنهائه الدراسة الثانوية، اتجه إلى التعليم المهني في مجال ميكاترونيات السيارات، مع تركيزه الأساسي على كرة القدم.
بدأ فخرو ممارسة كرة القدم مع فريق الشباب لنادي روت فايس إيسن عندما كان عمره ست سنوات. في البداية كان يلعب كمدافع، لكنه تحول إلى مركز الهجوم أثناء مشاركته مع فريق تحت 12 سنة. انضم لاحقًا إلى فريق الشباب لنادي شوارز فايس إيسن تحت 14 سنة، وتم دمجه مع الفريق الأول وهو لا يزال لاعبًا تحت 19 سنة.

## المسيرة الاحترافية
بعد مباراة في دوري أوبيرليغا (الدرجة الخامسة) جمعت بين نادي روت فايس إيسن ونادي شترايلين في مايو 2020، أثبت أداء مالك فخرو إعجاب رئيس نادي شترايلين، مما أدى إلى توقيعه مع النادي بعد ذلك بفترة وجيزة. في موسمه الأخير مع نادي إيسن، اختير "لاعب العام" للنادي، بعد تسجيله 34 هدفًا وصناعة 21 تمريرة حاسمة خلال خمس مواسم مع الفريق الأول. غادر بعد قضائه تسع سنوات مع الفريق. انضم بعد ذلك إلى نادي شترايلين، الصاعد حديثًا إلى دوري الرجناليغا (الدرجة الرابعة)، لموسم 2020–21، وسجل تسعة أهداف في 27 مباراة.
بعد موسم واحد مع نادي لوبيك في موسم 2021–22، حيث سجل تسعة أهداف في جميع المسابقات، انضم فخرو إلى نادي بوخولت في صيف 2022. سجل 30 هدفًا في موسمين مع FC.1، واحتل المركز الثاني كأفضل هداف في موسم 2023–24 بدوري الرجناليغا بتسجيله 15 هدفًا.
في 4 يونيو 2024، انتقل فخرو إلى نادي دويسبورغ برفقة مدربه في 1. FC بوخولت ديتمر هيرش. في 14 مارس 2025، سجل هدفين في مباراة ضد شالكه 04 الثاني، ساهمت في فوز فريقه 4–0 وتوسيع الفارق في صدارة الدوري. أنهى الموسم بتسجيل تسعة أهداف في 29 مباراة, وساهم في تتويج دويسبورغ بصدارة دوري الرجناليغا الغربي موسم 2024–25 وصعوده إلى دوري الدرجة الثالثة (3. ليغا).

## المسيرة الدولية
وُلد مالك فخرو ونشأ في مدينة إيسن بألمانيا لأبوين لبنانيين، وهو مؤهل لتمثيل كل من منتخب ألمانيا ومنتخب لبنان دوليًا.
تم استدعاء فخرو لأول مرة إلى منتخب لبنان في 5 نوفمبر 2024، للمشاركة في مباريات ودية ضد منتخب تايلاند ومنتخب ميانمار. خاض أول مباراة دولية له في 14 نوفمبر، وشارك كأساسي في تعادل لبنان مع تايلاند بدون أهداف. في مباراة ضد ميانمار في 19 نوفمبر، سجل فخرو أول هدف دولي له، وساهم في فوز لبنان بنتيجة 3–2. في 25 مارس 2025، سجل فخرو هدفين في فوز لبنان 5–0 على بروناي ضمن التصفيات المؤهلة لكأس آسيا 2027 في الجولة الثالثة.

## إحصائيات المسيرة

### المسيرة مع الأندية
آخر تحديث آخر مباراة في 3 مايو 2025.
| النادي             | الموسم         | الدوري            | الدوري    | الدوري  | كأس DFB   | كأس DFB | الإجمالي  | الإجمالي |
| النادي             | الموسم         | الدرجة            | المشاركات | الأهداف | المشاركات | الأهداف | المشاركات | الأهداف  |
| ------------------ | -------------- | ----------------- | --------- | ------- | --------- | ------- | --------- | -------- |
| شفارز فيس إسين     | 2015–16        | أوبرليغا نيدرراين | 15        | 2       | —         | —       | 15        | 2        |
| شفارز فيس إسين     | 2016–17        | أوبرليغا نيدرراين | 32        | 6       | —         | —       | 32        | 6        |
| شفارز فيس إسين     | 2017–18        | أوبرليغا نيدرراين | 22        | 5       | —         | —       | 22        | 5        |
| شفارز فيس إسين     | 2018–19        | أوبرليغا نيدرراين | 31        | 10      | —         | —       | 31        | 10       |
| شفارز فيس إسين     | 2019–20        | أوبرليغا نيدرراين | 20        | 11      | —         | —       | 20        | 11       |
| شفارز فيس إسين     | الإجمالي       | الإجمالي          | 120       | 34      | 0         | 0       | 120       | 34       |
| إس في شترايلين     | 2020–21        | ريجيوناليغا ويست  | 27        | 9       | —         | —       | 27        | 9        |
| ف.ب.ل. لوبك        | 2021–22        | ريجيوناليغا نورد  | 28        | 8       | —         | —       | 28        | 8        |
| ف.ب.ل. لوبك الثاني | 2021–22        | أوبيرليغا         | 1         | 1       | —         | —       | 1         | 1        |
| 1. إف سي بوخولت    | 2022–23        | ريجيوناليغا ويست  | 30        | 15      | —         | —       | 30        | 15       |
| 1. إف سي بوخولت    | 2023–24        | ريجيوناليغا ويست  | 31        | 15      | —         | —       | 31        | 15       |
| الإجمالي           | الإجمالي       | 61                | 30        | 0       | 0         | 61      | 30        |          |
| إم إس في دويسبورغ  | 2024–25        | ريجيوناليغا ويست  | 29        | 9       | —         | —       | 29        | 9        |
| الإجمالي الكلي     | الإجمالي الكلي | الإجمالي الكلي    | 266       | 91      | 0         | 0       | 266       | 91       |

### المسيرة الدولية
آخر تحديث آخر مباراة في 29 مايو 2025.
| المنتخب  | السنة    | المشاركات | الأهداف |
| -------- | -------- | --------- | ------- |
| لبنان    | 2024     | 4         | 1       |
| لبنان    | 2025     | 3         | 2       |
| الإجمالي | الإجمالي | 7         | 3       |

ترتيب الأهداف والنتائج يعرض عدد أهداف لبنان أولاً، وعمود النتيجة يشير إلى النتيجة بعد كل هدف سجله فخرو.
| رقم | التاريخ          | الملعب                              | الخصم   | النتيجة بعد الهدف | النتيجة النهائية | المسابقة             |
| --- | ---------------- | ----------------------------------- | ------- | ----------------- | ---------------- | -------------------- |
| 1   | 19 November 2024 | ملعب توفونا، يانغون, ميانمار        | ميانمار | 1–0               | 3–2              | ودية                 |
| 2   | 25 March 2025    | ملعب سعود بن عبدالرحمن، الوكرة, قطر | بروناي  | 1–0               | 5–0              | تصفيات كأس آسيا 2027 |
| 3   | 25 March 2025    | ملعب سعود بن عبدالرحمن، الوكرة, قطر | بروناي  | 3–0               | 5–0              | تصفيات كأس آسيا 2027 |